# Marée noire du Kerala de 2025
 (mai 2025).
La marée noire du Kerala de 2025 se produit après le chavirage du MSC Elsa 3, un porte-conteneurs libérien, dans la mer d'Arabie le 25 mai 2025,,,,. Le gouvernement du Kerala et les garde-côtes indiens ont rapidement réagi en envoyant sur place trois navires, les INS Sujata, ICGS Arnvesh et ICGS Saksham, permettant de sauver les 24 marins du navire naufragé. Le sauvetage du porte-conteneurs se solde par un échec lorsque celui-ci sombre le 2 mai 2025,,.